# Trois pièces faciles (Stravinsky)
Trois pièces faciles est un ensemble de pièces à quatre mains du compositeur russe Igor Stravinsky. L'écriture est achevée en 1915 et l'œuvre est publiée sous forme d'ensemble à l'hiver 1917.

## Composition
Les Trois pièces faciles de Stravinsky peuvent être prise comme un exemple de Gebrauchsmusik, c'est-à-dire de musique conçue et composée spécifiquement dans un but précis, et non pour elle-même. Stravinsky écrit cet ensemble et celui de 1917, Cinq pièces faciles, spécialement à des fins éducatives. Après avoir terminé sa Valse des fleurs, composée pour que ses petits enfants jouent avec lui, Stravinsky a décidé d'écrire des pièces à quatre mains pour leur apprendre à jouer du piano. L'ensemble est composé à Clarens, entre 1914 et 1915 et est joué pour la première fois par José Iturbi,  le 22 avril 1918. L'œuvre est finalement publiée en 1917.

## Analyse
Les Trois pièces faciles prennent environ trois minutes pour être jouées. Les morceaux sont :
1. Marche
2. Valse
3. Polka

Même si elles sont intitulées « faciles », seule la partie gauche l'est, la partie droite supportant tout le fardeau de la composition.  Le secondo n'a qu'une portée et utilise les deux mains pour jouer des parties ostinato. L'ensemble présente un caractère ouvertement satirique, contrairement à l'ensemble des Cinq pièces faciles, qui est beaucoup plus sérieux et affiche beaucoup plus de perspicacité dans la méthode de composition de Stravinsky. Stravinsky les appelait autrefois « pop-corn ».

## Arrangements
Stravinsky lui-même a fait un certain nombre d'arrangements de ces trois pièces. Après avoir fini l'écriture en 1915, Stravinsky fit une première transcription de la Polka pour cymbalum et pour cymbalum et petit ensemble. La même année, il arrange également la Marche pour douze instruments et la Valse pour sept instruments. Cependant, seule la version pour cymbalum seul de la Polka a été sélectionnée pour publication. En 1921, Stravinsky retravaille les trois mouvements et les arrange pour petit orchestre. Il les publie comme étant les trois premiers mouvements de la Suite no 2.